# 春日 (徳島市)
春日（かすが）は、徳島県徳島市の町名。加茂地区に属している。春日一丁目から春日三丁目までが設置されている。郵便番号は〒770-0002。2009年12月現在の徳島市の調査による人口は3,175人、世帯数は1,217世帯。

## 地理
徳島市の北部に位置し、東から一丁目から三丁目と並ぶ。二丁目から三丁目をJR高徳線が走り、北境の鮎喰川右岸堤防上を徳島県道15号徳島吉野線が通る。
地域内には今切城址である篠原神社や真観寺があるほか、吉備津神社も鎮座する。

### 河川
- 鮎喰川

## 歴史
元は春日町・矢三町・田宮町の各一部で、昭和43年に現在の町名となった。

## 交通

### 道路
都道府県道
- 徳島県道15号徳島吉野線

## 施設
- 吉備津神社（芋の宮大明神）
- 真観寺（真言宗大覚寺派、今切城書院址）
- 篠原神社（篠原長秀ゆかりの神社）
- 春日保育所
- 春日集会所